# Asarum

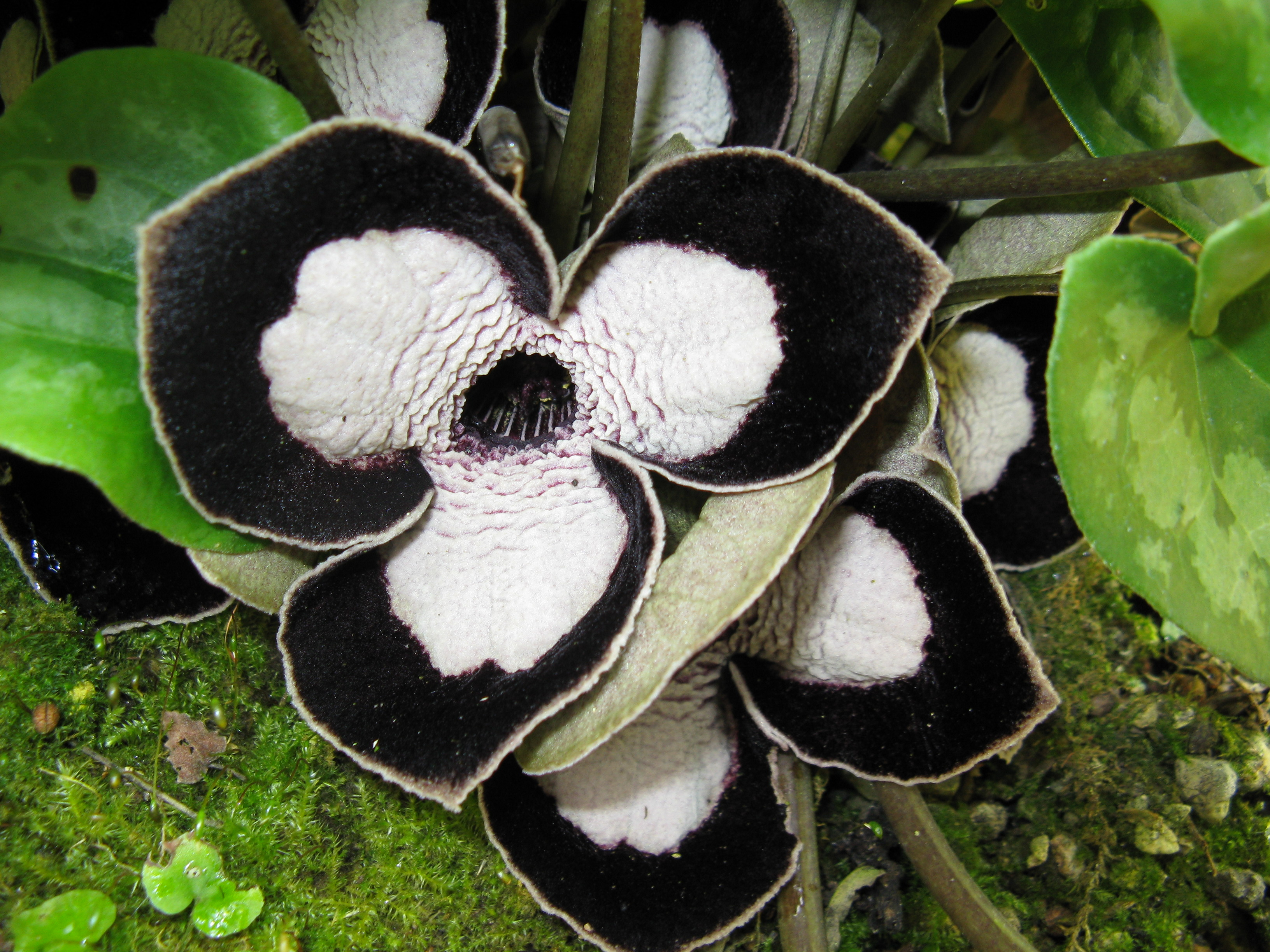
Asarum maximum
Jardín de flores de la Prefectura, Osaka, Japón.

Se conoce como jengibre salvaje a las plantas del género Asarum, de la familia Aristolochiaceae 
La especie Asarum canadense L.es nativa de los bosques del este de Norteamérica. Se encuentra de los grandes llanos del este a la costa atlántica, y de Canadá del sudeste del sur aproximadamente a la línea de frontera de los Estados Unidos del sudeste. El género Asarum comprende 201 especies descritas y de estas, solo 117 aceptadas.

## Descripción
Tienen hojas reniformes características; las hojas caducas son opuestas, y recaen sobre el rizoma rastrero que se encuentra justo debajo de la superficie del suelo. Dos hojas surgen cada año a partir de la punta de crecimiento. Sus flores son pequeñas, axilares, de color marrón o rojizo. La curiosa forma de jarra de flores, que dan a la planta de un nombre alternativo, jarroncillo; se desarrollan por separado en la primavera entre las bases de las hojas.

## Distribución
Asarum es un género de hierbas distribuido en las zonas templadas del hemisferio norte, con la mayoría de las especies en el este de Asia (China, Japón y Vietnam) y América del Norte, y una especie en Europa (Asarum europaeum). Biogeográficamente, el género Asarum se originó en Asia.
Las especies de Asarum prefieren los sitios húmedos, a la sombra, con suelos ricos en humus.

## Usos
Las Asarum pueden ser cultivadas en jardinería de sombra. Las plantas se denominan "jengibre salvaje" porque los sabores y olores del rizoma son similares a la raíz de jengibre (Zingiber officinale), pero ambas especies no están relacionadas taxonómicamente. La raíz puede ser utilizada como especia, con el inconveniente de que tiene propiedades diuréticas potentes. Asarum canadense y otras especies contienen ácido aristolóquico, el cual es un nefrotóxico carcinógeno en roedores. La FDA advierte contra su consumo.
. Asarum europaeum y Asarum canadense tienen usos medicinales y antimicrobiales.

## Taxonomía
El género fue descrito por Carlos Linneo  y publicado en Species Plantarum 1: 442. 1753. La especie tipo es: Asarum europaeum L. 
Etimología
Asarum: nombre genérico de Asaron, el nombre griego de este género utilizado por Dioscórides.

## Algunasespecies
| - Asarum arifolium Michx. - Asarum canadense L. - Asarum cardiophyllum Franch. - Asarum caudatum Lindl. - Asarum caudigerellum C.Y.Cheng & C.S.Yang - Asarum caudigerum Hance - Asarum caulescens Maxim. - Asarum chengkouense Z.L.Yang - Asarum chinense Franch. - Asarum crassum Maek. - Asarum crispulatum C.Y.Cheng & C.S.Yang - Asarum delavayi Franch. - Asarum epigynum Hayata - Asarum europaeum L. - Asarum forbesii Maxim. - Asarum fukienense C.Y.Cheng & C.S.Yang - Asarum geophilum Hemsl. - Asarum hartwegii - Asarum heterotropoides - Asarum himalaicum - Asarum hongkongense - Asarum hypogynum | - Asarum ichangense - Asarum inflatum - Asarum insigne - Asarum lemmonii - Asarum longerhizomatosum - Asarum macranthum - Asarum magnificum - Asarum marmoratum - Asarum maximum - Asarum nanchuanense - Asarum naniflorum - Asarum nobilissimum - Asarum petelotii - Asarum porphyronotum - Asarum pulchellum - Asarum renicordatum - Asarum sagittarioides - Asarum sieboldii - Asarum splendens - Asarum taipingshanianum - Asarum tongjiangense - Asarum wagneri - Asarum yunnanense |